# نشان شایستگی فرهنگی (کره جنوبی)
نشان شایستگی فرهنگی (به کره‌ای: 문화훈장) یکی از نشان‌های افتخار کره جنوبی است. این جایزه توسط رئیس جمهور کره جنوبی برای «خدمات شایستهٔ برجسته در زمینه‌های فرهنگ و هنر در راستای ارتقای فرهنگ و توسعه ملی» اعطا می‌شود.

## درجه‌ها
نشان شایستگی فرهنگی در پنج درجه اعطا می‌شود.
| درجه | نام                            | روبان |
| ---- | ------------------------------ | ----- |
| ۱    | تاج طلایی (به کره‌ای: 금관)     |       |
| ۲    | تاج نقره‌ای (به کره‌ای: 은관)    |       |
| ۳    | تاج ارزشمند (به کره‌ای: 보관)   |       |
| ۴    | تاج جواهرنشان (به کره‌ای: 옥관) |       |
| ۵    | تاج‌ گل‌نشان (به کره‌ای: 화관)    |       |

## گیرندگان

### تاج طلا، درجه ۱
- میونگ وون چونگ، ۱۹۹۶[۳]
- شین سانگ اوک، ۲۰۰۶[۴]
- نام جون پایک، ۲۰۰۷[۵]
- یو هیون موک، ۲۰۰۹[۶]
- پارک وان سو، ۲۰۱۱[۷]
- یون یو جونگ، ۲۰۲۱[۸]
- سانگ هه، ۲۰۲۲ (پس از مرگ)
- لی جونگ جه، ۲۰۲۲
- هوانگ دونگ هیوک، ۲۰۲۲
- سومی جو، ۲۰۲۳[۹]